# Mi niño Tizoc
Mi niño Tizoc es una película de drama mexicana de 1971 producida, escrita y dirigida por Ismael Rodríguez y protagonizada por Alberto Vázquez, Cuitlahuac Rodríguez «Cui», Macaria y Columba Domínguez.

## Argumento
La historia gira en torno a un indígena viudo de nombre Carmelo quien vive junto a su hijo Tizoc, ambos pasan por la experiencia de un vendedor de flores discriminado debido a su origen indígena. La vida de Carmelo comienza a pasar muchas crisis después de intentar enamorar a una mujer de quien él hizo acto, entre otros problemas que afectarán también la vida de su niño Tizoc.

## Reparto
- Alberto Vázquez como Carmelo Martínez
- Cuitlahuac Rodríguez «Cui» como Tizoc
- Macaria como Soledad Flores
- Columba Domínguez como Doña Lupe
- Sonia Amelio como Raquel, enfermera
- Héctor Cruz
- Josefina Holguín como Puestera
- Miguel Álvarez
- Carlos León
- Rosa Furman como Turista gringa
- Abel A. Cureño El Naranjero
- Regino Herrera como Anciano puestero
- Ramiro Orci como Doctor
- Ernesto Juárez
- Aurora Clavel Jacaranda Fernández como Maestra
- Agustín Isunza como Sacerdote
- Julio Aldama
- Félix González como Doctor
- Armando Gordo Acosta como Velador
- Guillermo Bravo Sosa como Yerbero
- Noé Murayama como Enedino
- Alfredo Varela Jr. como Agente de ministerio publico
- Eduardo MacGregor como Presidente municipal